# Arnold von Unkel
Arnold von Unkel OFM († 22. Januar 1482; auch Heinrich von Unkel) war Weihbischof in Köln.

## Leben
Arnold gehörte dem Orden der Franziskaner an und war Doktor der Theologie, Generalvikar des Kölner Erzbischofs Hermann IV. und seit 1481 Titularbischof von Kyrene. Als solcher weihte er am 12. September 1481 eine Kapelle für die in Gründung befindliche Abtei Mariawald. Arnold ertrank mit seinem Kaplan und vier weiteren Personen auf dem Rhein zwischen Wesseling und Lülsdorf bei einem Schiffbruch und wurde in der Apostelnkapelle der Kölner Minoritenkirche beigesetzt. Man fischte seine Pontifikalien später aus dem Rhein, lediglich sein Bischofsstab blieb im Fluss verschollen.